# 綿

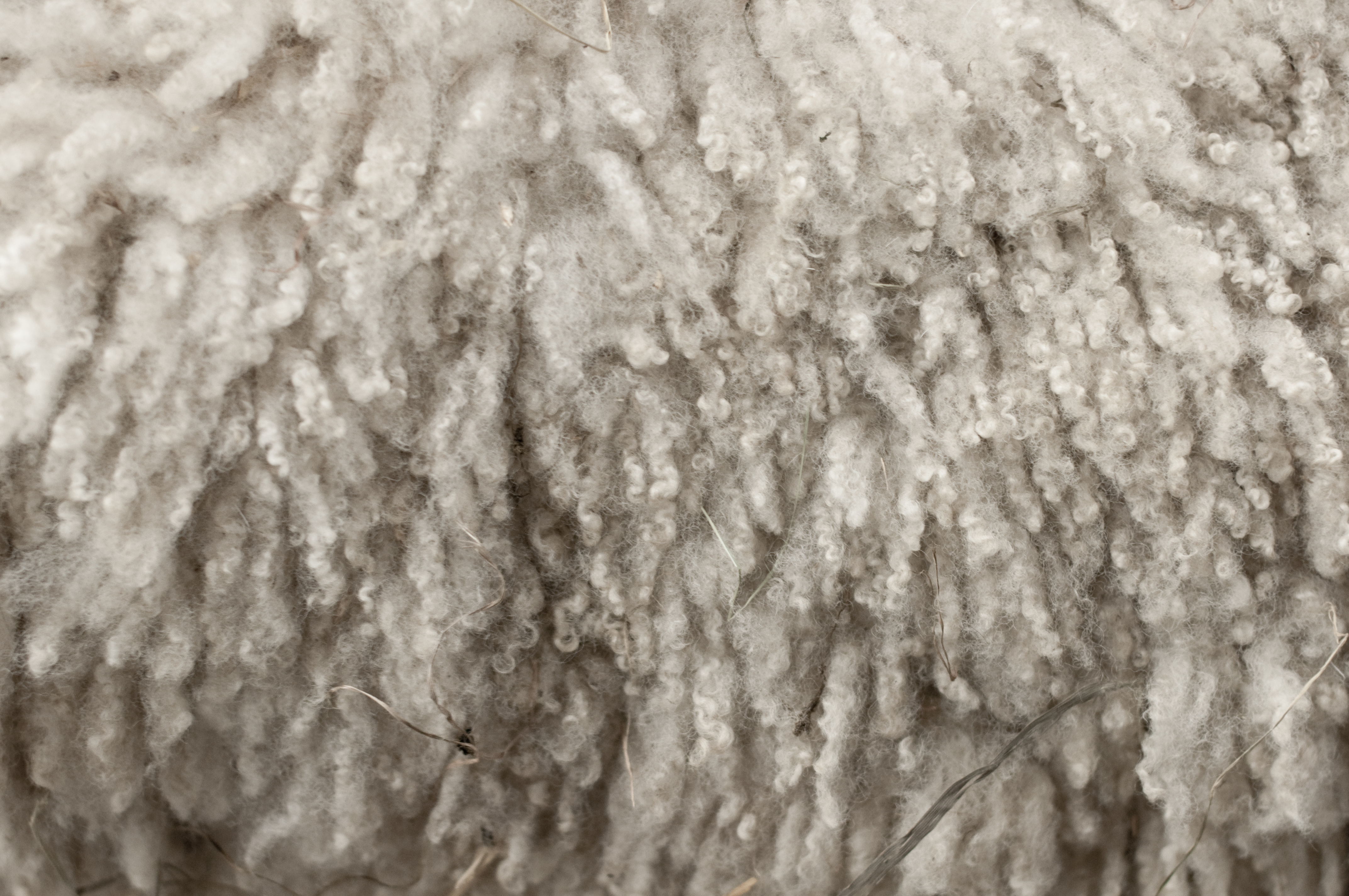
加工前的毛纤维

绵，即毛纤维，是从绵羊以及其他哺乳动物（主要是山羊、兔子以及骆驼科动物）身上获取的纺织用纤维。也可能指无机材料，例如矿棉和玻璃棉，它们具有与动物的毛纤维类似的某些特性。
作为一种动物纤维，毛纤维由蛋白质和少量脂质组成。这使得它在化学成分上与棉花和其他植物纤维有着相当大的不同，后者主要由纤维素构成。